# Генова, Поли
Поли Пламенова Генова (род. 10 февраля 1987 в Софии, Болгария) — болгарская поп-певица, дважды представлявшая страну на конкурсе «Евровидение».

## Биография
Поли поёт с четырёх лет. В 1995 году стала участницей детского вокального коллектива «Бон-Бон» под руководством её первого продюсера и педагога по вокалу Розы Караславовой. На протяжении шести лет была ведущей одноименной детской передачи. Ещё в детстве приняла участие во многих вокальных конкурсах, среди которых «Золотой Орфей» (в дуэте с Нелли Рангеловой; специальная награда от болгарского телевидения) и «Славянский базар в Витебске» в 1997 году (в составе «Бон-Бон»; призовое место).
Окончила музыкальную школу имени Любомира Пипкова по классу кларнета, поступила на факультет кинематографии Театральной академии имени Крастьо Сарафова. Участвовала во многих болгарских телевизионных проектах, таких как танцевальное шоу «DancingStars» (в паре с Дани Милевым) и шоу перевоплощений «Your Face Sounds Familiar», а также в благотворительном музыкальном проекте ЮНИСЕФ «Великолепната шесторка» (в качестве вокалистки). В 2011 году была одной из судей болгарской версии проекта «Х-фактор».
Кроме всего прочего, выступает в качестве актрисы в собственной постановке сказки Х. К. Андерсена «Гадкий утёнок» и во взрослой кукольной постановке «Некоторые могут, другие — нет», а также была актрисой озвучивания в болгарской версии таких мультфильмов, как «Смурфики» и «Зверополис».
В 2004—2007 годах — участница группы «Мелъди» («Мелодия»). В 2008 году ушла из группы и стала выступать сольно.
Озвучивала в болгарском дубляже мультфильмов «Смурфики» и «Смурфики 2» Смурфетту.

## Евровидение

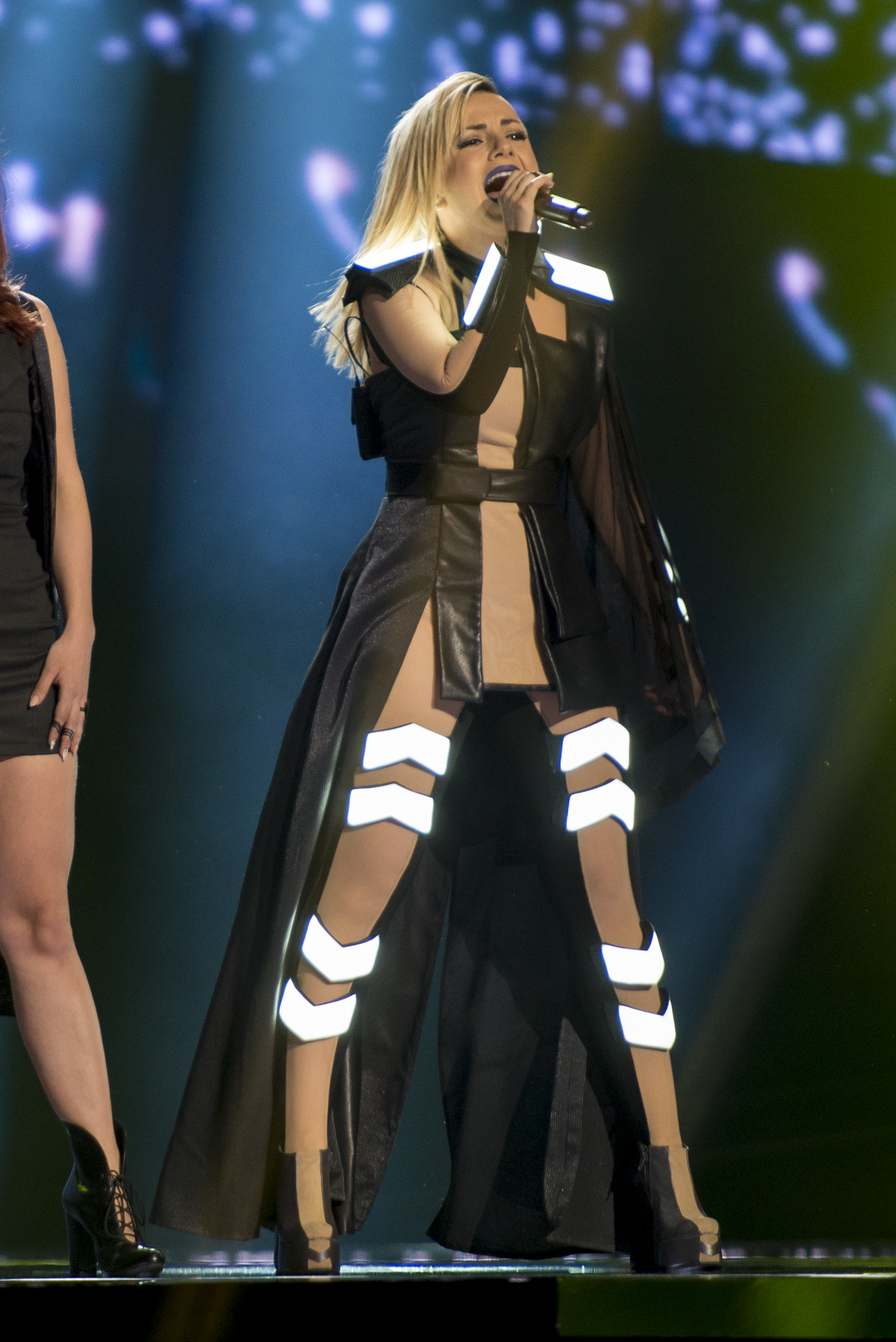
Поли Генова в полуфинале Евровидения 2016 года в Стокгольме

В 2005—2006 годах Поли участвовала в национальном отборе на Евровидение (в составе трио «Мелъди»), но так и не смогла победить.
В 2011 году певице наконец удалось выиграть отборочный тур с песней «На инат» (русск. «Упрямая»), с которой она представила Болгарию на Евровидении 2011 в Дюссельдорфе, Германия. Композиция была исполнена во втором полуфинале,. По итогам европейского зрительского голосования певица, не получив достаточной поддержки со стороны голосующих, заняла 12-е место (вместе с дуэтом TWiiNS, представлявшим Словакию) и не вышла в финал конкурса.
В 2015 году была выбрана в качестве ведущей Детского Евровидения 2015, которое прошло 21 ноября в Софии, столице Болгарии.
19 февраля 2016 года стало известно, что Поли Генова представит Болгарию на Евровидении 2016 в Стокгольме с песней «If Love Was a Crime». 12 мая того же года исполнительница вышла в финал конкурса. 14 мая состоялся финал конкурса, в котором Поли заняла четвёртое место (после Украины, Австралии и России)

## Дискография
- 2013 — 1, 2, 3
- 2020 — Твоя (Tvoya)